# Yehezkel Braun
Yehezkel Braun (* 18. Januar 1922 in Breslau; † 27. August 2014 in Tel Aviv) war ein israelischer Komponist.

## Leben
Yehezkel Braun wuchs ab seinem zweiten Lebensjahr und nach der Auswanderung seiner Familie nach Palästina in sehr enger Verbindung mit der traditionellen jüdischen Musik und der des östlichen Mittelmeerraumes auf. Die Hintergründe dieser Einflüsse sind in seinen Kompositionen hörbar.
Braun war Absolvent der Jerusalem Academy of Music and Dance und Magister der Universität Tel Aviv in Griechischer und Lateinischer Philologie. 1975 studierte er Gregorianische Musik bei Dom Jean Claire am Benediktiner-Kloster Solesmes in Frankreich.
Die hauptsächlichen akademischen Interessen des Komponisten galten den traditionellen jüdischen Melodien und der gregorianischen  Musik. Braun gab Vorlesungen über diese und andere Themen an Universitäten und auf Kongressen in England, Frankreich, USA, Deutschland, Italien und in Israel. Man rechnet ihn zu der Nachfolgegeneration von Paul Ben-Haim und Marc Lavry.

## Werke
Seine Kompositionen umfassen Chorwerke, A cappella und mit Orchestern, oder Kammerkombinationen, Lieder mit Klavier oder anderen Instrumentalkombinationen, Kammermusik und orchestrale Werke, Musik für Filme und für TV, Theater, Ballett sowie Arrangements für traditionelle jüdischer Melodien.
Zusätzlich zu seinen Kompositionen hat Braun eine Anthologie traditioneller jüdischer Volkslieder, Übersetzungen ins Hebräische von klassischer griechischer Poesie und Aufsätze vor allem über Melodie und Modalität veröffentlicht. Braun war Professor an der Universität von Tel Aviv.

## Preise und Auszeichnungen
2001 wurde er mit dem Israel-Preis für Musik ausgezeichnet. Zudem erhielt er noch den Preis der Stadt Tel Aviv und den ACUM-Preis.